# Casa de Estridsen

Casa de Estridsen, numita și Dinastia Estrith, a fost Casa care a oferit regi pentru Danemarca din 1047 până în 1412. Dinastia a fost numită după strămoșul lor, Estrid Svendsdatter.
Numele dinastiei Estridsen amintește de achiziționarea coroanei daneze prin căsătoria Contelui Ulf cu Estrid Svendsdatter a Casei de Knýtlinga, fiica lui Svend I al Danemarcei și sora lui Knut cel Mare. Genealogii de mai târziu au urmărit familia de la liderul Styrbjörn, un descendent al familiei regale suedeze, care la rândul lor se coborau de la legendarul rege Sigurd Hring, considerat ca fiind mitic de către cei mai mulți istorici moderni.

## Regii Casei de Estridsen

### Svend al II-lea al Danemarcei

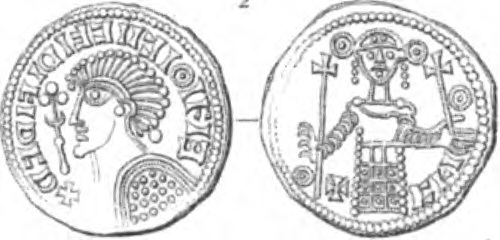

Svend s-a născut în Anglia, ca fiu al norvegianului Ulf Jarl și a soției sale, Estrid Svendsdatter, fiica regelui Svend I al Danemarcei și sora regelui Knut cel Mare. Svend a crescut ca un lider militar și a servit pentru o vreme sub regele Anund Iacob al Suediei. El a jefuit zona Elbe-Weser în 1040, dar a fost prins de Arhiepiscopul de Hamburg-Bremen și eliberat la scurt timp după aceea.
Svend a fost făcut Conte sub regele danez Hardeknud și a condus o campanie persoanală împotriva Norvegiei, dar a fost învins de către Magnus I al Norvegiei. Când Hardeknud a murit în 1042, Magnus a revendicat tronul danez și l-a făcut pe Sverd, contele său la Jutland. Sverd a luptat pentru Magnus în bătălia de la Lyrskov Heath în 1043. Svend a câștigat o reputație mare la Lyrskov Heath și nobilii danezi l-au încoronat rege la Viborg, în Jutland. El a fost învins de către Magnus în mai multe randuri și a fost nevoit să fugă în Suedia. În cele din urmă a reușit să se întoarcă și s-a stabilit în Scania.
Războiul dintre Magnus și Svend a durat până în 1045, când unchiul lui Magnus, Harald Hardrada s-a întors în Norvegia din exil. Harals și Svend și-au unit forțele și Magnus a decis să împartă tronul Norvegiei cu Harald. În 1047, Magnus a murit după ce a declarat pe patul de moarte că împărăția lui va fi împărțită astfel: Harald prelua Norvegia în timp ce Svend devenea regele Danemarcei. 
Conexiunea lui Svend cu linia daneză de succesiune a fost prin mama sa, Estrid Svendsdatter, luându-și numele Estridsson după ea, subliniind legătura lui cu regalitatea daneză. De asemenea, el și-a bătut propriile monede.
Svend a căutat să-și consolideze puterea prin intermediul legăturilor cu biserica, precum și cu puterile străine și a căutat în mod activ prietenia papilor. El a vrut ca fiul său cel mare, Knut al IV-lea al Danemarcei să fie încoronat de către Papă, însă a murit în drum spre Roma. El a fost aliat cu Henric al III-lea, Împăratul Roman, împotriva lui Baldwin de Flandra, în 1049 și Svend l-a asistat pe cumnatul său în Războiul Civil din Liutizi, din 1057.

### Harald al III-lea al Danemarcei

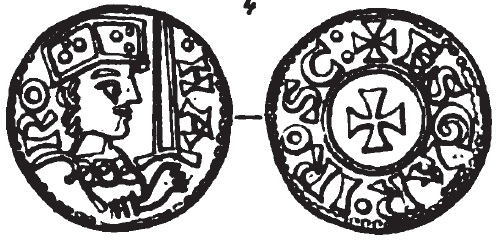

După moartea tatălui său, Harald a fost ales rege în concurență cu fratele său mai mic, Knut, la Adunarea de la Isøre, aproape de Odsherred. În scopul de a fi ales, el a depus jurămintele numite legile lui Harald, declarând voința sa de a menține statul existent de drept. În timpul domniei sale, Harald a întâlnit o opoziție a fraților săi, probabil fiind inclus și Knut, care a apelat la sprijinul lui Olaf al III-lea al Norvegiei. Papa Grigore al VII-lea l-a avertizat pe Olaf să nu intervină și pe Harald să împartă puterea cu frații săi.
Harald a fost dependent de marii nobili din Danemarca pentru alegerea sa și a făcut prea puține pentru a li se opune. Ca urmare, el a luptat în războaie majore și a întrebuințat prea puține lucruri care stăteau la baza competenței sale. El este cel mai bine cunoscut pentru îmbunătățirea și standardizarea monedei daneze și a stabilit monedele la Ribe, Viborg, Lund, și Schleswig. El a instituit utilizarea publică a pădurilor roiale. Harald a încercat să schimbe obiceiurile legale daneze. Harald a deplâns vechile obiceiuri de încercare în luptă și a introdus un sistem folosit de englezi pentru a apela la oamenii onorabili să depună jurăminte în numele părților în procese. 

### Knut al IV-lea al Danemarcei

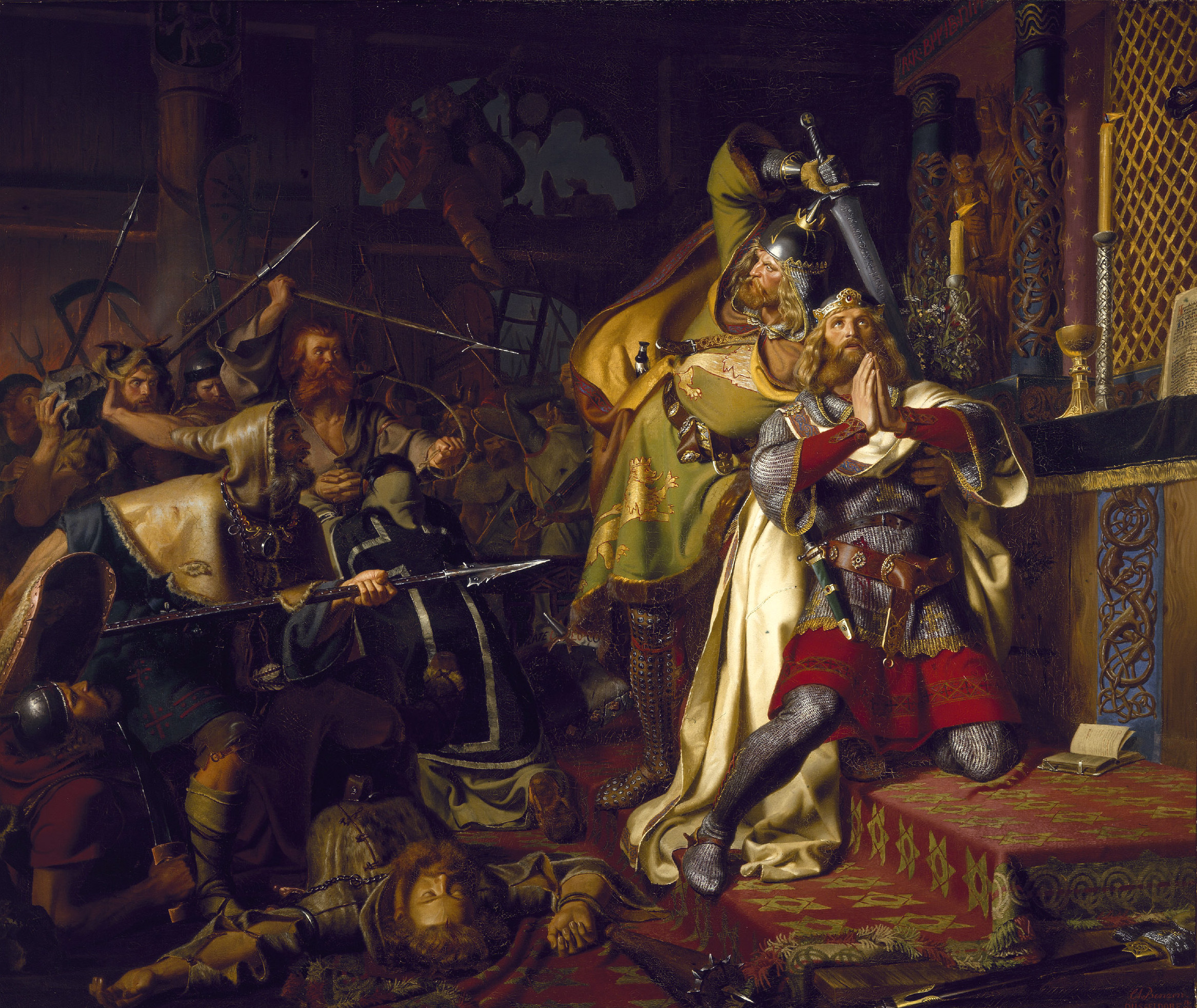

Knut s-a dovedit a fi un rege foarte ambițios și devotat. El a sprijinit autoritatea bisericii și a cerut observare austeră a sărbătorilor bisericești. A oferit daruri mărețe bisericilor din Dalby, Odense, Roskilde, și Viborg, și mai ales la Lund.  Mărirea sa cu ajutorul bisericii a servit pentru a crea un aliat puternic, care la rândul său a sprijinit poziția puterii lui Knut. 
Ambițiile lui Knut nu erau numai interne. Ca nepot al lui Knut cel Mare, care a condus Anglia, Danemarca și Norvegia până în 1035, Knut a considerat că tronul Angliei i se cuvine. Prin urmare, el considera că William I al Angliei este un uzurpador. În 1085, cu sprijinul socrului său, Contele Robert și a lui Olaf al III-lea al Norvegiei, Knut a planificat o invazie în Anglia și și-a chemat flota la Limfjord. Flota nu a pornit niciodată, în timp ce Knut era preocupat în Schleswig datorită amenințărilor potențiale din partea lui Henric al IV-lea, Împăratul Roman, cu care Danemarca și Flandra erau în condiții neprietenoase. Knut se temea de invazia lui Henric al cărui dușman, Rudof de Rheinfelden, se refugiase în Danemarca.
Războinicii flotei, în mare parte alcătuiți din țărani care aveau nevoie să fie acasă pentru sezonul de recoltare, au obosit să mai aștepte și l-au ales pe fratele lui Knut, Olaf pentru a le susține cazul. Acest lucru a ridicat suspiciunea lui Knut, arestându-l pe Olaf și trimițându-l în Flandra. Revolta a fost în cele din urmă dispersată și țăranii s-au întors la recoltele lor, însă Knut intenționa să o reia după un an.

### Olaf I al Danemarcei

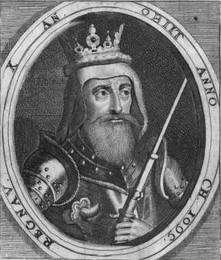

Domnia lui Olaf a fost afectată de mulți ani consecutivi de eșecuri de cultivare și foamete. Potrivit lui Arild Hvitfeldt, în acei ani, primăvara a fost atât de uscată încât câmpurile arătau ca și cum ar fi fost arse, iar în toamnă, cerul s-a deschis și ploaia a căzut atât de des încât oamenii pluteau pe bucăți de lemn pentru a tăia cerealele care crescuseră deasupra apei. Foametea oamenilor a crescut atât de mult încât au săpat pământul în căutarea rădăcinilor. Cei bogați au devenit mai slabi și cei săraci au murit de foame. Boala și foametea i-au vizat pe toți. În primele încercări timpurii de a obține canonizarea lui Knut, lui Olaf i s-a dat porecla de Înfometatul, în scopul de a mări splendoarea lui Knut. La acel momentul s-a confirmat că foametea a fost adusă de Dumnezeu ca pedeapsă divină pentru sacrilegiul lui Knut. Cronicarul Saxo Grammaticus a descris foamea ca un fenomen strict danez, deși aceasta a fost descrisă mai târziu ca fiind o problemă generală a Europei în acei ani.

### Eric I al Danemarcei

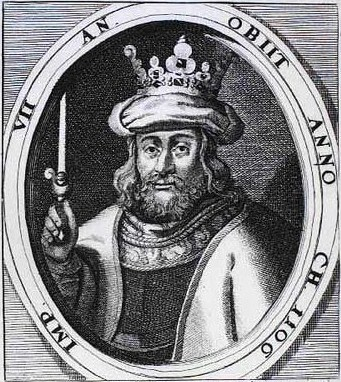

În timpul domniei sale, fratele său vitreg, Knut al IV-lea al Danemarcei a fost un susținător zelos al regelui, dar a fost cruțat în timpul revoltei împotriva sa. Eric a rămas la ferma roială în loc să-l însoțească pe Knut la St. Albans în Idense, unde Knut a fost ucis. Când a aflat vestea, el a plecat de la fermă și a fugit în Scania, fratele său Olaf fiind ales rege. După scurta domnie a lui Olaf, Eric a fost ales rege în mai multe adunări în 1095. Acesta era dorit de oameni și foametea care afectase țara în timpul domniei lui Olaf îi înecase. Pentru mulți părea că Eric este un semn de la Dumnezeu și că se potrivea ca rege al Danemarcei.
Cronicile medievale, cum ar fi Saxo Grammaticus, l-au portetizat pe Eric ca fiind legat de oamenii de rând. El era un bun vobitor iar oamenii ieșeau dornici să-l audă. După ce s-a încheiat o adunare, el a mers printre oamenii care îl felicitau. A avut o repuație de om puternic care se făcea ușor plăcut și care ducea o viață privată destul de risipită. Deși era un susținător a puterii regale puternic centralizate, el pare să se fi comportat ca un diplomat pentru a evita orice conflict cu mangații. Avea reputație de a fi un om nemilos cu hoții și pirații.

### Niels al Danemarcei

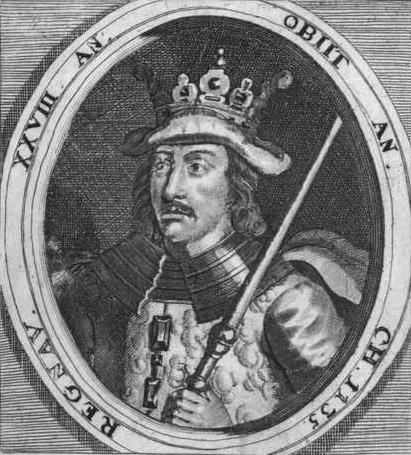

În marea majoritate a domniei regelui Niels, țara a avut parte de o pace internă. Contemporanul Chronicon Roskildense îl descrie ca fiind un om slab și nu un conducător competent. El a purtat mai multe reforme în suita sa personală, separând-o într-o ramură administrativă și militară, fiind responsabili pentru colectarea impozitelor. A ridicat membrii familiei la rangul de conți, inclusiv pe nepotul său Eric și pe Knut Lavard, fiul lui Eric I al Danemarcei. Regele Neils a sprijinit canonizarea fratelui său Knut al IV-lea prin oferirea cadourilor clericilor din Odense, căutând să mărească puterea și influența monarhiei prin ajutorul bisericii. Cu toate acestea, este foarte probabil să nu fi câștigat suportul pe deplin al magnaților. De asemenea, el a militat împotriva slavilor de vest, în alianță cu Polonia. În 1125, fiul lui Niels, Magnus a fost numit rege al Suediei.
Eric a făcut puține progrese în Danemarca și a participat la bătălia de la Scania din 1134. Regele Niels și Magnus au ajuns la Fotevik Bay în Scania, în iunie 1134, căutând să-l înfrunte decisiv pe Eric. În bătălia de la Fotevik din 4 iunie 1134, regele Niels și Magnus au fost luați prin surprindere de un contingent de soldați călăreți germani. Niels a scăpat în timp ce Magnus a fost ucis. Niels a căutat refugiu la Sfântul Împărat Roman Lothar al III-lea, însă nu a reușit să treacă de orașul Schleswig. Niels s-a aventurat în fostul oraș al lui Knut Lavard, pe 25 iunie 1134, în ciuda avertismentelor. El a fost întâmpinat de cler, însă el și avangarda sa au fost uciși înainte de a putea ajunge la palatul regal, locuitorii orașului întrocându-se împotriva sa.

### Eric al II-lea al Danemarcei

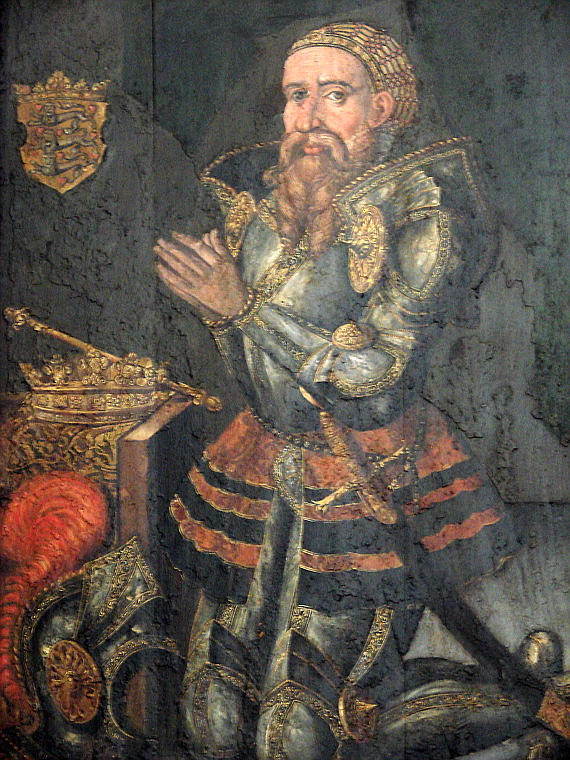

Eric a fost proclamat rege la adunarea de la Scania, la St. Liber Hill, iar Lund a devenit capitala sa. Kesja s-a întors în Danemarca unde a fost proclamat rege la adunarea Urnehoved din Schleswig. Eric l-a urmărit și l-a ucis atât pe Niels cât și pe fii săi, dintre care doar Olaf Haraldsen a reușit să scape cu viață. 
Apoi a căutat să consolideze și să legitimeze domnia sa, oferind titluri și privilegii susținătorilor săi și proclamându-l pe nepotul lui Asser, Episcop Eskil de Roskilde. El a inițiat procesul de a obține canonizarea cumnatului său Knut Lavar și a stabilit o mănăstire la Ringsted. Eric a vrut să stabilească dreptul divin al regilor și canonizarea lui Knut care îi sprijinea cererea sa la tron. Knut a fost canonizat în cele din urmă în 1170.
Eric a fost cunoscut ca un rege dur cu dușmanii săi. În vara anului 1136, el a organizat o cruciadă împotriva populatiei păgâne de la insula Rügen din Marea Baltică și capitala sa, Arkona. A ordonat oamenilor săi să sape un canal între oraș și restul insulei, canalul având efectul de a usca apa potabilă care era furnizată în orașul Arkona, forțând orașul să se predea. Înainte de acest succes în Arkona, Eric a învins bătălia navală în 1135 în apropiere de coasta Danemarcei și slavii sub conducerea ducelui Ratibor I de Pomerania a devalizat orașul Roskilde iar un an mai târziu, după luptă de la Konungahela, (în prezent în Kungälv, Suedia) a devalizat și acest oraș. L-a însoțit pe Magnus într-o campanie de succes în Norvegia, unde a reușit să ardă orașul Oslo. Când a aflat că Eskil ridicase nobilii din Zeeland împotriva sa, Eric a plecat în nord pentru a înfrunta rebeliunea care se răspândea cu rapiditate în întregul Funen și Iutlanda, amendându-l puternic pe Eskil.

### Eric al III-lea al Danemarcei

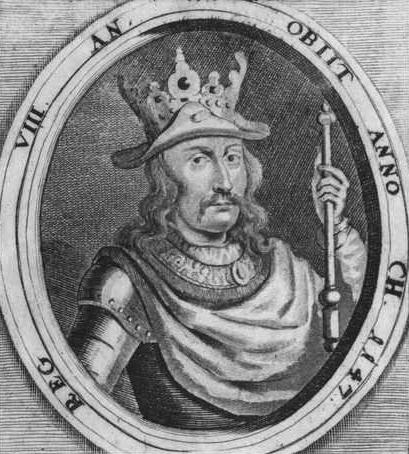

Eric a trebuit să lupte pentru domnia împotriva vărului său, Olaf Haraldsen. Olaf a stabilit o bază de putere în Scania în 1139 și a încercat să cucerească tronul, până când Eric l-a învins și l-a ucis în 1141, în apropiere Helsingborg. În timpul războaielor civile, slavii de vest au precheziționat coasta daneză fără să întâmpine multă rezistență. Eric l-a sprijinit pe Magnus cel Orb și pe Sigurd Slembe în războaiele civile norvegiene. 
În 1146, Eric a abdicat de la tron, fiind singurul și unicul rege danez din istorie care a făcut asta, motivele fiind necunoscute. S-a retras la Abația St. Knut unde a murit pe 27 august 1146. Abdicarea sa poate fi explicată fie din cauza incapacității sale de a guverna fie suferea de o boală care în cele din urmă la ucis.

### Svend al III-lea al Danemarcei

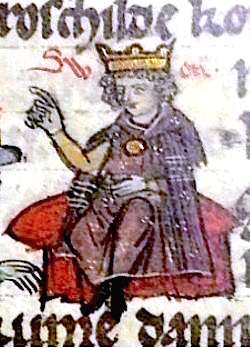

Pentru următorii ani, Svend a luptat în războiul civil împotriva lui Knut pentru domnia Danemarcei, susținut de Valdemar. Svend l-a învins pe Knut în Zeelanda și l-a limitat la regiunea Iutlanda. În 1147, Svend și Knut s-au unit pentru a sprijini Cruciada Wendish. În timp ce Svend s-a angajat în lupta navală, el a primit puțin sprijin din partea lui Knut, pierdzându-și vasul amiral. Războiul civil a fost aprins din nou.
După mai multe lupte, Svend a cucerit Funen și părți din Iutlanda și a stabilit ca Valdemar să fie Duce de Schleswig. Svend a reușit să-l alunge pe Knut în 1150  iar Knut a reintrat în țară alături de trupele germane în 1151. În 1152, Frederick I a fost încoronat regele Germaniei și a intermediat o afacere în Merseburg mai târziu în acel an. Acordul său l-a făcut pe Svend rege primar iar Knut să fie eligibil să primească o parte substanțială din Danemarca și Valdemar să păstreze ducatul de Schleswig. Cu toate acestea, Svend i-a acordat lui Knut teritorii mici, rupând acordul, iar poziția lui Svend in Danemarca a fost subminată în continuare de către presupusele sale maniere de tiran și de comportamentul său pro-german.
În 1154, Svend a fost rasturnat de către o alianță făcută între Knut și Valdemar, Valdemar fiind încoronat co-guvernator de Knut. Eskil și majoritatea susținătorilor lui Svend l-au părăsit și au plecat în exil în Germania. Svend a petrecut trei ani în căutarea unui sprijin pentru a recuceri tronul și s-a întors în Danemarca în 1157, cu sprijitul ducelui german, Henric Leul. Acest lucru i-a determinat pe magnații danezi să împartă în trei regatul, în Iutlanda, Zeelanda și Scania. Svend a primit Iutlanda și a fost făcut conducătorul Scaniei. La banchetul de pace de la Roskilde din 9 august 1157, Svend a planificat asasinarea celor doi co-guvernatori, însă a reușit să-l ucidă doar pe Knut. 

### Knut al V-lea al Danemarcei

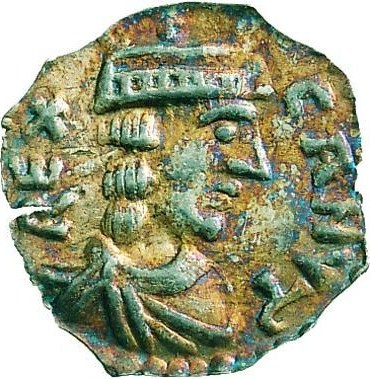

În anii următori, Knut a încercat în zadar să-l învingă pe Svend al III-lea în Zeelanda pentru controlul complet asupra Danemarcei. În 1147, Knut și Svend s-au unit pentru Cruciada Wendish, care s-a încheiat cu rearpinderea certurilor dintre ei. Svend și vărul său, Ducele Valdemar, fiul lui Knut Lavard, l-au învins pe Knut în Iutlanda, în 1150 iar Knut a fugit la socrul său, Sverker I al Suediei. Knut a încercat de mai multe ori să recucerească țara însă fără succes, apelând la Frederick Barbarossa pentru ajutor. Compromisul din 1152, care a fost susținut de Valdemar, l-a făcut pe Knut co-guvernatorul inferior lui Svend. Cu toate acestea, Svend a decis să nu se țină de înțelegerile dintre ei.
Knut a format o alianță cu Valdemar și Sverker, a cărui fiică, Helena a Suediei, a fost căsătorită cu Knut. Svend a fugit din Danemarca în 1154 și Knut a încheiat un acord cu Valdemar, făcându-l co-domnitor sub numele de Valdemar I. Knut a fost un rege inferior lui Valdemar și după reîntoarcerea lui Svned în Danemarca, un compromis final a fost dat în 1157, sub presiunea magnaților danezi. Svend, Knut și Valdemar au fost numiți co-domnitori, Knut guvernând în Zeelanda. În timpul banchetului de pace de la Roskilde din 9 august 1157, Svend a încercat să-i omoare pe cei doi rivali ai săi. Knut a fost ucis de către unul din războinicii lui Svend. 

### Valdemar I al Danemarcei

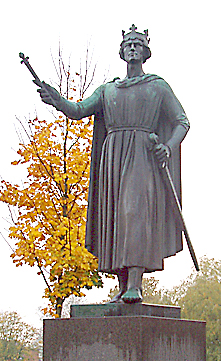

În 1146, când Valdemar avea 15 ani, regele Eric al III-lea a abdicat și a izbucnit războiul civil. Pretendenții la tron au fost: Svend al III-lea al Danemarcei, Eric al II-lea al Danemarcei, fiul lui Eric I și Knut al V-lea al Danemarcei, fiul lui Magnus. Valdemar a deținut Iutlanda iar războiul cuvil a durat mai bine de zece ani.
În 1157, cei trei au fost de acord să împartă țara în trei. Svend a găzduit un banchet mare pentru Knut, Absalon, și Valdemar în care a planificat să scape de toți rivalii săi. Knut a fost ucis, dar Absalon și Valdemar scăpat., Valdemar revenind în Iutlanda. Svend a lansat o invazie unde a fost învins de Valdemar în Bătălia de la Grathe Heath. El a fost ucis în timp ce încerca să fugă de către un grup de țărani. Valdemar, care supraviețuise pretendenților săi rivali, a devenit singurul rege al Danemarcei. 
În 1158, Absalon a fost ales episcop de Roskilde, și Valdemar l-a făcut pe prietenul său șef și consilier. El a reorganizat și reconstruit Danemarca după ce s-a sfârșit războiul. La instigarea lui Absalon, el a declarat război asupra slavilor de vest care făceau raiduri pe coastele daneze. În 1168, orașul Arkona a fost capturat iar slavii vestici au fost creștinizați și puși sub suzeranitatea daneză. Influența daneză a ajuns până în Pomerania.

### Knut al VI-lea al Danemarcei
Knut a comandat două invazii în Pomerania iar în 1185, l-a forțat pe Bugislav să-l recunoască pe Knut ca stăpânul său. Din acel moment până în 1972, regii și reginele din Danemarca au folosit titlul de rege al slavilor de vest, ca parte dintr-o listă lungă de ducate, județe și regiuni conduse de monarhii danezi de-a lungul secolelor. Surse contemporane îl decriu pe Knut ca fiind un om serios și un religios puternic. Knut a condus personal o cruciadă împotriva estonienilor păgâni în 1197.
Fratele său mai mic, Valdemar, Duce de Iutlanda de Sud, avea doar 12 ani atunci când tatăl său a murit și Episcopul Valdemar de Schleswig a fost numit regent până ce Valdemar avea să dețină vârsta majoratului. Episcopul Valdemar a fost ambițios și a adunat suportul nobililor germani pentru a-l sprijini împotriva regelui. Deghizându-și propriile interese după tânărul Valdemar, Episcopul Valdemar a complotat cu Contele Adolph al III-lea de Holstein pentru a-l răsturna pe Knut și pentru a deveni el însuși rege. Când Valdemar a fost ales ca Arhiepiscop de Lund, el a vorbit deschis despre planurile sale. Tânărul duce Valdemar a cerut să se întâlnească cu Episcopul Valdemar la Åbenrå în 1192. Când puternicul episcop a ajuns, tânărul Valdemar a ordonat oamenilor săi să-l aresteze și l-a trimis în lanțuri la Turnul Søborg în Zeelanda de Nord pentru următorii 13 ani. Contele Adolph a încercat să ridice opoziția împotriva lui Valdemar în sudul Danemarcei, astfel încât tânărul Duce a atacat noua cetate a lui Adolph la Rendsburg. Valdemar a învins armata lui Adolph în Bătălia de la Stellau în 1201 și l-a capturat pe Conte, acesta petrecându-și următorii trei ani în Turnul Søborg Turnul cu Arhiepiscopul. În scopul de a-și cumpăra libertatea, Contele a fost nevoit să cedeze toate pământurile sale din nord de la Elbe Ducelui Valdemar în 1203.

### Valdemar al II-lea al Danemarcei
Ducele Valdemar a fost proclamat rege la Adunarea din Iutlanda. În 1203, Valdemar a invadat și cucerit Lybeck și Holstein, adăugându-le la teritoriile controlate de Danemarca. În 1204 el a încercat să influențeze rezultatul succesiunii norvegiane prin conducerea unei flote daneze la Viken, în spijinul lui Erling Steinvegg, pretendentul la tronul Norvegiei. Acest lucru a dus la al doilea război Bagler care a durat până în 1208. Problema succesiunii norvegiene a fost stabilită temporar iar regele norvegian datora credință regelui Danemarcei.
În 1214, Valdemar a invadat cu trupele sale daneze, teritoriul Elbei de sud și a cucerit Stade. În august, Prințul-Arhiepiscop Valdemar recucerit orașul doar pentru a-l pierde încă odată, la puțin timp după aceea. În 1209 Otto al IV-lea l-a convins pe Valdemar al II-lea să se retragă la nord de Elba, cerându-i lui Burkhard să demisioneze și expulzându-l pe Prințul-Arhiepiscop Valdemar. 

### Eric al IV-lea al Danemarcei

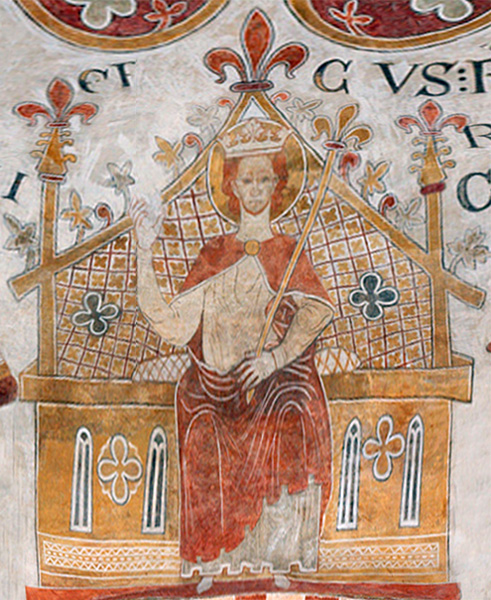

Domnia sa a fost marcată de conflictele armate și războaiele civile împotriva fraților săi. El s-a luptat în special cu fratele său, Abel, Ducele de Schleswig, care pare să fi dorit o poziție independentă și care a fost susținută de conții de Holsten. Eric s-a luptat și cu taranii din Scania, care s-au răzvrătit din cauza taxelor sale dure.
Eric era rege de aproximativ un an, atunci când a venit prima dată în conflict cu fratele său, Abel, în 1242. Conflictul a durat timp de doi ani, apoi frații au convenit asupra unui armistițiu în 1244 și unde au făcut planuri pentru o cruciadă comună în Estonia.
În același timp, Eric s-a confruntat cu probleme de ordine religioase, care  insistau că acestea sunt imune la impozitele pe care Eric le pusese. Eric voia ca terenurile bisericilor să fie impozitate ca orice alt teren din țară. Papa a trimis un nunțiu pentru a negocia cu regele și episcopii de la Odense, în 1254. Excomunicarea amenința pe oricine, de la mare la mic, oricare ar fi încălcat drepturile vechi și privilegiile bisericii. 
Între timp, conflictul dintre regele Eric și frații lui a izbucnit din nou în 1246. Conflictul a început atunci când Eric l-a invitat pe Holsten, într-o încercare de a restabili controlul tatălui său în țară. Ducele Abel s-a căsătorit cu fiica lui Adolf al IV-lea, Contele de Holsten, forțându-l pe regele Eric să renunțe la cucerirea sa. În anul următor, Abel și Holsten au luat cu asalt Iutlanda și Funen, arzând și jefuind zona până în nord la Randers și Idense. Abel a fost susținut de orașul Lübeck, precum și de frații lui Christopher,  Lord de Lolland și Falster și Knut, Duce de Blekinge.
Eric a ripostat imediat recucerind orașul Ribe și ocupând orașul patrimonial al lui Abel, Svendborg. În 1247, el a capturat castelul Arreskov din Funen și i-a luat prizonieri pe Christopher si Knut. A fost aranjat un armistițiu de către sora lui Eric, Sophie de Brandenburg, lăsându-l pe Eric în control total în toată Danemarca.

### Abel al Danemarcei

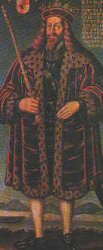

Eric al IV-lea a fost ucis de către șambelanul lui Abel, Lave Gudmundsen, decapitându-l și aruncându-l în mare.
Deși Abel și alți 24 de nobili au depus un jurământ oficial cum că Ducele nu a avut nici un rol în asasinarea regelui, s-a crezut că regele Eric a fost ucis de către frații săi. După îndepărtarea acuzațiilor, Abel a fost proclamat rege al Danemarcei la Adunarea de la Vibord, pe 1 noiembrie 1250.

### Christopher I al Danemarcei

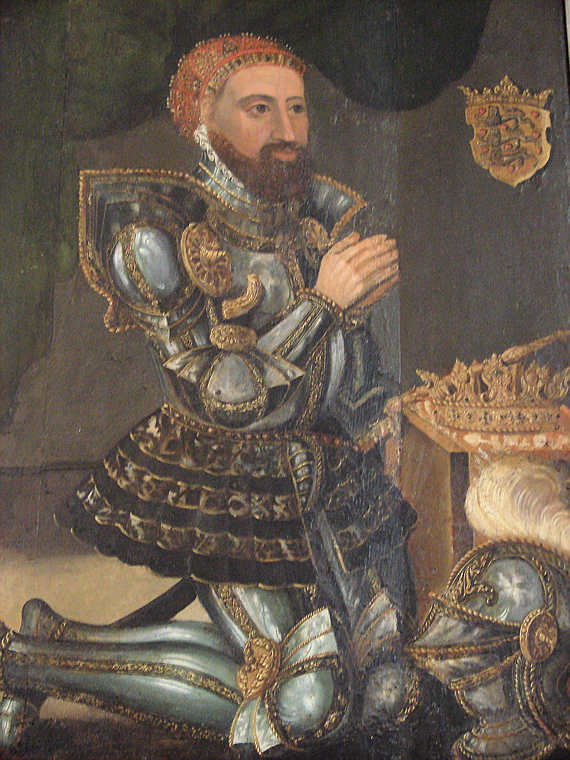

Regele și-a petrecut cea mai mare parte a domniei sale luptându-se cu adversarii săi. Prin permiterea fiului lui Abel, Vladimir Abelson să fie Duce de Schleswig, el a împiedicat un război civil total, însă a devenit ținta intrigilor și trădărilor. Iutlanda de sud, inclusiv Schleswig și Holstein, erau independente de guvernarea regelui la acea vreme. Christopher s-a ales cu un dușman feroce, Jacob Erlandsen, Arhiepiscop de Lund, care se afla în strânsă legătură cu familia lui Abel. Erlandsen și-a afirmat drepturile sale de multe ori, intrând în conflict cu regele. Regele Christopher a insistat ca biserica să plătească impozite la fel ca orice alt proprietar de terenuri, însă episcopul Iacov a refuzat și a mers mai departe încât le-a interzis țăranilor care trăiau și lucrau pe proprietățile bisericești să ofere serviciu militar regelui Christopher. Erlandsen a fost cel mai bogat om din regat și a insistat ca guvernul secular să nu aibă nici un control peste biserică, proprietatea sa, sau asupra persoanlului ecleziastic. El l-a excomunicat pe rege pentru a arăta că el nu dorea să se predea în fața voinței regelui.
Christopher a încercat să-l canonizeze pe fratele său Eric al IV-lea, însă fără sprijinul Arhiepiscopului Jacobs, nu a ajuns la nici un rezultat. Când Ducele Valdemar a murit, regele Christopher a încercat să-l impiedice pe fratele lui Valdemar, Eric Abelson, să preia titlul de duce. Văduva lui Valdemar a încurajat câțiva conți din nordul Germaniei să se răzvrătească. Christopher fiind în confuzie, a fugit în Iutlanda de sud la Episcopul de Ribe.

### Eric al V-lea al Danemarcei

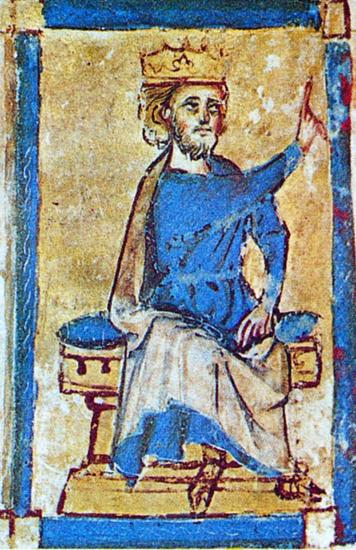

Când tatăl lui, Christopher a fost ucis, Prințul Eric era prea tânăr pentru a guverna singur. Instanța daneză a numit-o pe mama sa, regina văduvă Margareta Sambiria, ca regent. Ea a fost fiica contelui Sambor al II-lea de Pomerania și era o femeie inteligentă și vicleană. Imediat ce a fost numită regentă, ea a fost nevoită să lupte pentru a păstra tronul fiului ei, cu doi dușmani puternici, Arhiepiscopul Jacob Erlandsen, care îl excomunicase pe episcopul care la uns pe tânărul Eric ca rege, și Ducele Valdemar de Iutlanda de sud. 
Profitând de situații, șeful Jarimar al II-lea Rügen a adunat o armată și a invadat Zeelanda. Regina Margareta a ridicat o armată însă a fost învinsă în 1259 în apropiere de Ringsted. Jarimar a mers pentru a ataca și jefui Copenhaga, expediându-și armata în Skåne pentru a-i continua campania. Din nefericire pentru el, acesta a întâlnit mânia soției unui fermier care l-a ucis pe loc. 
Crezând că incursiunea a arătat slăbiciunea reginei, Ducele Valdemar s-a răzvrătit. Regina a fost nevoită să ridice o altă armată și a mărșăluit în Iutlanda. Ea l-a învins pe duce și, în timp ce el a negociat un armistițiu cu ea, acesta a adunat aliații din nordul Germaniei pentru a-l ajuta să atace. Forțele combinate au învins-o pe regină în bătălia de la Lo Heath. Ea și fiul ei Eric, au fost capturați și fortați să cedeze toate proprietățile regale din sudul Iutlandei, pentru a le asigura libertatea.  
Margareta la- eliberat pe Arhiepiscopul Erlandsen din închisoare gândindu-se că va fi recunoscător, însă el a emis o interdicție în întreaga țară, încercând să o forțeze pe regină și pe Eric să renunțe la tron. În 1263, în calitate de regent al Danemarcei, regina i-a scris Papei Urban al IV-lea rugându-l să intervină în legătură cu Arhiepiscopul Erlandsen. După mai mulți ani, Papa a fost de acord cu mai multe elemente pe care regina le dorea. Urban a emis o dispensă de a modifica termenii succesiunii daneze care permitea femeilor să moștenească tronul danez. Acest lucru făcea posibil ca una dintre surorile lui Eric să devină regină domnitoare a Danemarcei în cazul decesului lui Eric și dacă acesta nu ar fi avut copii. Fiul lui Eric, Eric Menved, a reușit în cele din urmă să fie succesorul tronului danez.
Ca un conducător adult, Eric a încercat să pună în aplicare puterea asupra Bisericii și a nobilimii. În 1270, Eric a atacat regiunea Småland. Conflictul său cu biserica a adus la un rezultat satisfăcător, cu ajutorul Papei. 

### Eric al VI-lea al Danemarcei

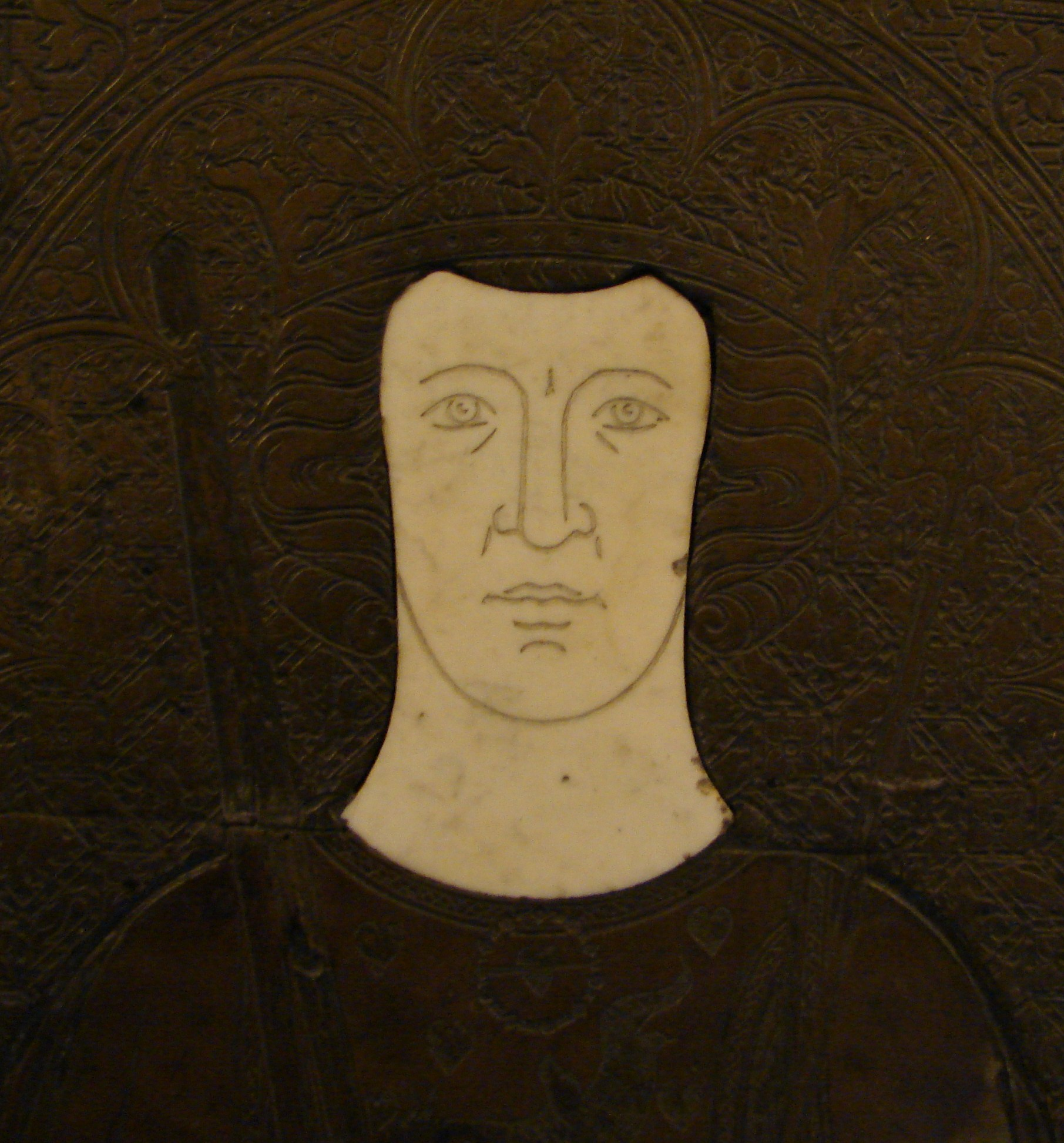

Domnia lui Eric a avut loc în perioada centrală a Epocii de descompunere a Danemarcei, 1241 - 1340. Domnia sa timpurie, în timp ce mama sa era regentă împreună cu rudele ei germane, a fost afectată de tulburări și războaie care au dus la asasinarea tatălui său.
Conflictele ecleziastice au apărut din cauza ambițiosului Arhiepiscop de Lund, Jens Grand, care i-a sprijinit pe haiduci, rudele sale, în ciuda jurământului său de a-l sprijini pe rege. Episcopul Jen a dat o bucată de pământ a bisericii de la Hundehals exilaților, pentru a construi o cetate. Regele nu a putut tolera acest lucru și a ordonat arestarea episcopului, ducându-l pe acesta în lanțuri la Ducele Christopher unde a fost închis în turn, pe întuneric. După câteva luni în condiții îngrozitoare, regele a trimis un mesager la Episcopul Jens pentru a vedea dacă jura din nou credință și să promită că nu o să caute răzbunare pentru captivitatea lui, însă episcopul a refuzat. După alți doi ani petrecuți în captivitate, episcopul Jens a reușit să scape cu ajutorul unui servitor. Episcopul a fugit direct la Roma pentru a prezenta cauza sa Papei. Papa l-a excomunicat imediat pe rege și a pus toată țara în interdicție până când Regatul avea să-i plătească Episcopului anii petrecuți în captivitate. Promițând că va face tot ce a zis Papa, regele Eric s-a umilit în public. 

### Christopher al II-lea al Danemarcei

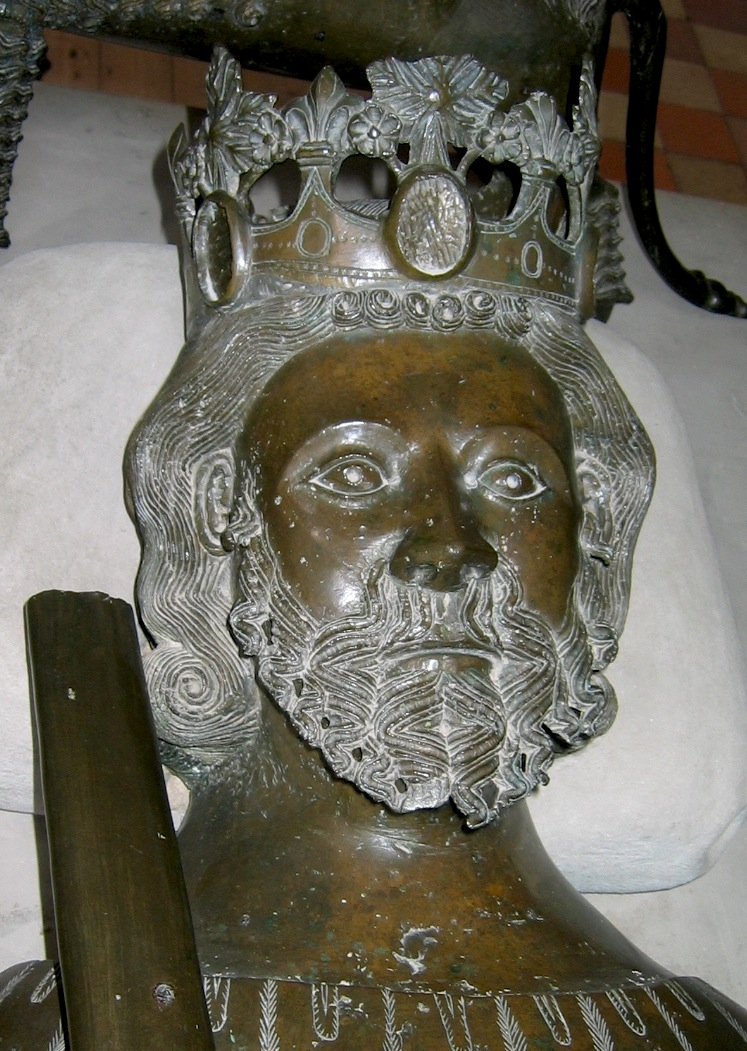

Christopher a încercat să-și consolideze poziția prin revigorarea politicii de război a lui Eric împotriva ducatelor, județelor și orașelor din nordul Germaniei. Acest lucru a dus la noi credite ipotecare și impozite și foarte curând a intrat în conflict atât cu biserica cât și cu magnații. În timpul unei rebeliuni în 1326, el a fost răsturnat de a alianță între magnații danezi,  Contele Gerhard al III-lea și Contele Johann I de Holstein-Kiel. Christopher a fost forțat să abdice și a fost exilat, în timp ce ducele Valdemar de Southern în vârstă de 12 ani, a fost făcut rege al Danemarcei, sub regența Contelui Gerhard. 
Christopher a fost restaurat ca rege danez în 1329 - 1330, ca și co-guvernator al Contelui Johan, însă de data aceasta fusese redus la rolul de marionetă încă de la început. Cele mai multe proprietăți ale sale au fost ipotecate iar el nu a avut nici o șansă să dețină puterea regală adevărată. În 1331, Christopher a încercat să folosească conflictul dintre Contele Gerhard și Johan pentru a adera însă totul s-a încheiat cu o înfrângere militară la Dannevirke. În conformitate cu termenii acordului dintre conți, lui Christopher i s-a permis să păstreze titlul de rege, dar în realitate nu deținea nici o putere. I s-a dat o casă simplă la Sakskøbing pe Lolland, însă aceasta a fost arsă de mercenarii germani. Christopher a fost întemnițat la Castelul Alholm din Lolland, unde a murit un om ruinat în anul următor.

### Valdemar al III-lea al Danemarcei
Ascensiunea la tron a fost la fel de strictă ca cea a lui Christopher. Au existat unele prevederi, cum ar fi castelele regale din Scania care trebuiau demolate, iar toți nobilii au primit dreptul de a-și fortifica gospodăriile lor. Cel mai important acord a fost așa-numitul Constitutio Valdemariana, care promitea ca în viitor, aceași persoană nu ar fi putut fi conducător în Slesvig și Danemarca în același timp.
Valdemar a renunțat la patrimoniul său, Schleswig, oferindu-l unchiului și garnianului său, astfel primul Holstein avea să devină Duce. Danemarca era acum deținută în totalitate de către anumiți nobili, iar acest lucru nu a fost primit bine de către țărani. O parte din nobilii au fost străini , și mulți au instituit noi taxe. În 1328 , țăranii din Zeelanda s-au răzvrătit însă revolta a fost înăbușită. 

### Valdemar al IV-lea al Danemarcei

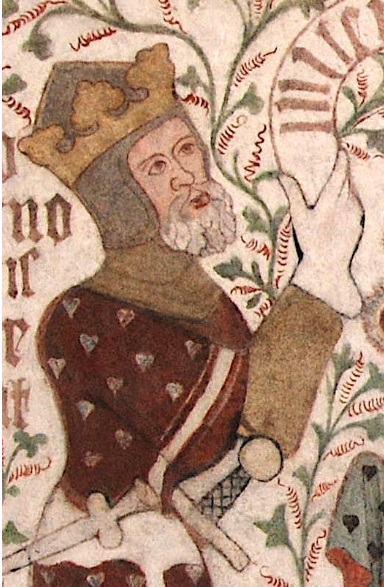

El a fost obligat să semneze așa cum făcuse și tatăl său, probabil pentru că Danemarca fusese fără rege pentru o perioadă și numeni nu se aștepta ca regele de 24 de ani să fie o problemă mai mare pentru nobili decât fusese tatăl său. Însă Valdemar a fost un om inteligent și hotărât și și-a dat seama că singura modalitatea de a conduce Danemarca era de a obține controlul asupra teritoriului său.  
Ebbesen a încercat să elibereze Iutlanda centrală de la Holstein, asediând Castelul Sønderborg la 2 noiembrie 1340, dar Ebbesen și frații săi au fost uciși.

#### Ipoteca Denamarcei
Sub Christopher al II-lea, Danemarca era în faliment și a fost ipotecată pe bucăți. Valdemar a căutat să ramburseze datoria și să revendice terenurile țării sale. Prima ocazie a venit împreună cu banii soției sale, Helvig, cu care se căsătorise. Ipoteca din restul Iutlandei de nord a fost plătită de către impozitele colectate de la țăranii din Kongeå. El a fost capabil să obțină nordul Friesland înapoi în 1344, pe care l-a impozitat imediat pentru a achita datoria din sudul Iutlandei, în valoare de 7.000 de mărci de argint. 
Valdemar și-a îndreptat apoi atenția în Zeelanda. Episcopul de Roskilde, care a deținut castelul de la Copenhaga și orașul, i-a oferit lui Valdemar o bază sigură din care să adune impozitele din comerțul din Sound. El a fost primul rege danez care a condus Copenhaga, o posesie a episcopului de Roskilde. Valdemar a fost capabil să captureze sau să cumpere alte castele și cetăți până când avea să-i forțeze pe Holsteini să plece. Când a rămas fără bani, el a luat Castelele Kalundborg și Søborg prin forță.

### Margareta I a Danemarcei

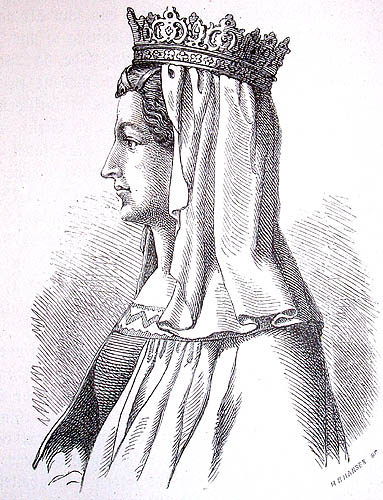

Atâta timp cât unirea nu era sigură, Margareta a tolerat prezența Riksråd, influența lor era minoră și autoritatea roială supremă rămânea neschimbată. Birourile de Conetabili și de Conți Maresali au rămas vacante. Danehof a căzut în ruină iar marea regină, un despot ideal, a guvernat, prin oficialii de judecată, ca superior funcționar. Legea și ordinea au fost bine întreținute și licența nobilimii a fost reprimată cu asprime. Regatele din Suedia și Norvegia au fost tratate ca părți integrate ale statului danez, și aspirațiile naționale erau dezaprobate sau verificate, deși Norvegia care era mai loială, a fost tratată cu indulgență mai mult decât Suedia.
Margareta a recuperat pentru Coroana toate bunurile care fuseseră înstrăinate în vremurile tulburi, înainte de domnia lui Valdemar al IV-lea al Danemarcei. Această recuperare de terenuri a fost efectuată cu cea mai mare rigoare și sute de moșii au căzut în mâinile coroanei. Ea a reformat moneda daneză, înlocuidu-le cu monedele bune de argint în locul jetoanelor lipsite de valoare din cupru, fiind un mare avantaj atât pentru ea cât și pentru stat. Deținea sume mari de bani la dispoziția ei și o mare parte îi fuseseră dați în scopuri caritabile.
În contrast cu politica extremă a tatălui său, Margareta a fost circumspectă și neutră. Cu toate acestea, nu a cruțat pe nimeni în recuperarea teritoriului danez pierdut. Ea a cumpărat insula Gotland de la posesorii săi, Albert de Mecklenburg și de la Ordinul Livonian, iar cea mai mare parte din Schleswig a fost redobândit în același mod.